# Roma TPL
Roma TPL S.c.a.r.l. è stata un'azienda privata italiana attiva nel settore del trasporto pubblico e concessionaria della gestione di circa un centinaio di linee, perlopiù periferiche, della rete autobus di Roma oltre che della sorveglianza delle corsie preferenziali.

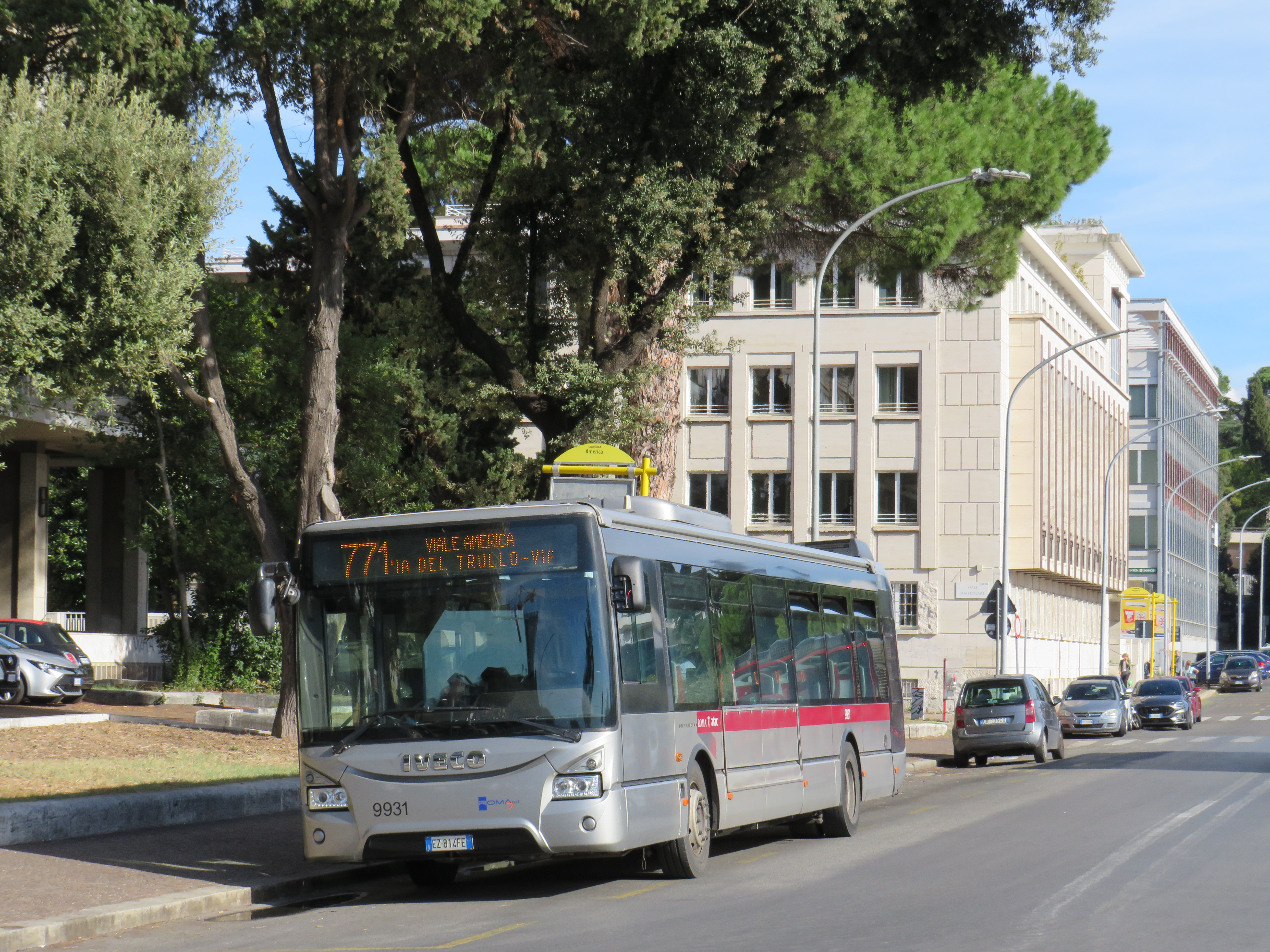
Iveco Bus Urbanway 12 di Roma TPL in servizio sulla linea 771 al capolinea di viale America all'EUR

## Storia
La società fu fondata nel 2009 da APM (azienda pubblica e gestore del trasporto pubblico locale di Perugia), COTRI (consorzio di operatori privati di trasporto pubblico del Lazio) e Viaggi & Turismo Marozzi (azienda privata di noleggio con conducente e trasporto turistico) per partecipare ad una gara bandita da ATAC per la gestione di un totale di 28 milioni di vetture/chilometro all'anno di autolinee della rete autobus di Roma, già in gran parte sub-affidate al consorzio privato Tevere TPL (formato da SITA, COTRI e APM).
Roma TPL vinse la gara e stipulò nel 2010 un contratto di servizio con Roma Capitale con scadenza fissata nel 2018 e al fine di garantire il servizio ATAC vendette all'azienda parte del parco mezzi, già utilizzato a noleggio dal precedente gestore. Il 30 settembre 2011 Roma TPL assorbì per incorporazione Tevere TPL, rimasta concessionaria della gestione delle linee autobus notturne, poi tornate ad ATAC nel 2014. Nel corso dei primi anni 2010 la società ha portato avanti il rinnovo del parco mezzi, sancito dal contratto di servizio firmato nel 2010, acquistando nuove vetture (principalmente BredaMenarinibus Avancity+ L e Vivacity+ C, Iveco Bus Urbanway 12, Temsa Avenue) con alcuni esemplari acquistati usati da operatori europei.
Nel 2017 il socio COTRI ha acquistato le quote di Viaggi & Turismo Marozzi, divenendo il socio di maggioranza dell'azienda. Alla scadenza del contratto nel 2018 quest'ultimo fu prorogato più volte fino alla pubblicazione definitiva del bando per la gestione delle linee, che prevedeva tuttavia la suddivisione in due lotti distinti.
Nel 2024 vi è stato il trasferimento delle linee bus gestite da Roma TPL ai nuovi gestori individuati da Roma Capitale: Autoservizi Troiani e SAP Società Autolinee Pubbliche per il lotto est e BIS Bus International Service ed Autoservizi Tuscia per il lotto ovest, trasferimento completato nell'ottobre 2024.

## Attività
L'azienda gestiva un centinaio di autolinee di Roma, concentrate perlopiù nelle periferie.

## Dati societari
Roma TPL è stata una società consortile a responsabilità limitata con un capitale sociale di 30 milioni di euro. I soci erano due: Umbria TPL e Mobilità (33,3%) e COTRI (66,7%), un'altra società consortile a responsabilità limitata formata dagli operatori Autoservizi Troiani, Mauritius Autotrasporti e Società Autolinee Pubbliche (SAP).

## Impianti e rimesse
La sede principale è in via Antonio Fontanesi, 24 a Roma in zona Tor Sapienza (Municipio V). L'azienda gestisce due impianti per il rimessaggio dei mezzi:
- Rimessa Costi, sita in via Raffaele Costi, 23 e adiacente alla sede principale
- Rimessa Maglianella, sita in via della Maglianella, 136

L'azienda ha utilizzato altri depositi: 
- in via di Castel di Leva, dismesso nel 2015;
- in viale Enrico Ortolani-via di Saponara, dismesso nel 2010;
- in via di Valleranello 269, dismesso nel 2023.

## Parco mezzi

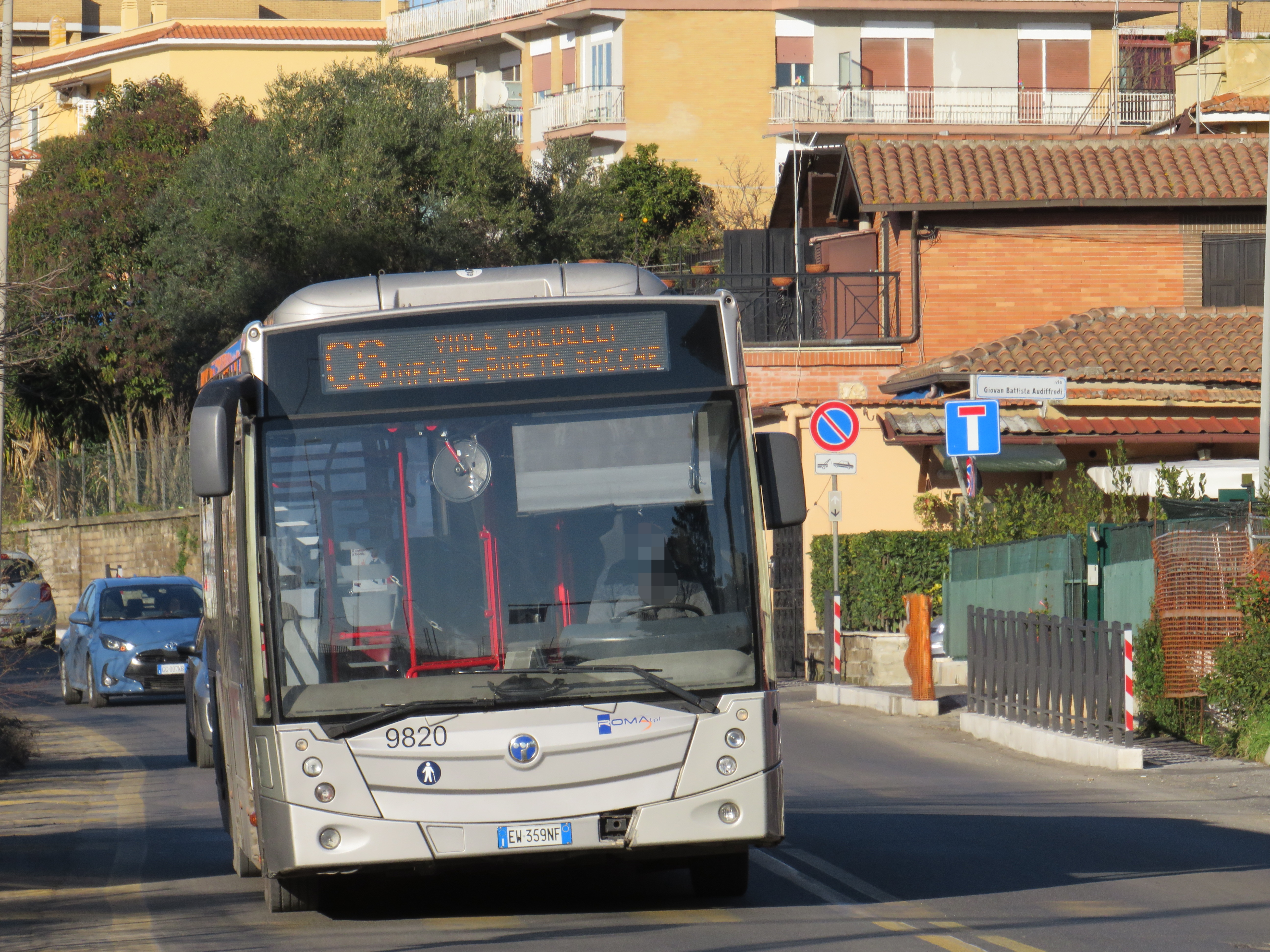
Temsa Avenue LF di Roma TPL in servizio sulla linea cimiteriale C6

Roma TPL dispone di circa 500 autobus alimentati a gasolio, con un solo esemplare ibrido gasolio-elettrico. Tutti i mezzi circolanti sono dotati di sistemi automatic vehicle monitoring (AVM), computer di bordo, telecamere per la videosorveglianza e conta passeggeri.